# ナイン・ライヴズ (スティーヴ・ウィンウッドのアルバム)
『ナイン・ライヴズ』（Nine Lives）は、イギリスのロック・ミュージシャン、スティーヴ・ウィンウッドが2008年に発表した9作目のスタジオ・アルバム。ウィンウッドが新たに契約を得たコロムビア・レコードを通じてリリースされた。

## 背景
本作のレコーディングは、各パートを別々に録音するのではなくスタジオ・ライヴ形式で行われた。ウィンウッド自身は、最初は前作『アバウト・タイム』の続編にしようと考えていたが、最終的にはバンドの演奏によって「より有機的な感覚がアルバム全体にもたらされた」と語っている。ただし、「アイム・ノット・ドロウニング」ではウィンウッド自身がすべての楽器を演奏した。
「ダーティ・シティ」には、かつてウィンウッドと共にブラインド・フェイスで活動していたエリック・クラプトンが参加している。クラプトンは2007年5月19日に行われたウィンウッドのライヴにゲスト参加しており、7月28日にはクロスロード・ギター・フェスティヴァルのステージでウィンウッドをゲストとして迎えた。また、本作のリリースに先行してマディソン・スクエア・ガーデンで2008年2月に行われた共演ライヴは、後にクラプトンとウィンウッドの連名のライヴ・アルバム『ライヴ・フロム・マディソン・スクエア・ガーデン』として発表された。

## 反響
ウィンウッドの母国イギリスでは、2008年5月17日付の全英アルバムチャートで31位を記録した。アメリカのBillboard 200では12位に達し、『リフュジーズ・オブ・ザ・ハート』（1990年）以来のトップ40入りを果たした。

## 収録曲
1. アイム・ノット・ドロウニング - "I'm Not Drowning" (Steve Winwood, Peter Godwin) – 3:32
2. フライ - "Fly" (S. Winwood, P. Godwin, José Pires de Almeida Neto) – 7:49
3. レイジング・シー - "Raging Sea" (S. Winwood, P. Godwin, J. Neto) – 6:17
4. ダーティ・シティ - "Dirty City" (S. Winwood, P. Godwin) – 7:44
5. ウィアー・オール・ルッキング - "We're All Looking" (S. Winwood, P. Godwin) – 5:25
6. ハングリー・マン - "Hungry Man" (S. Winwood, P. Godwin, J. Neto) – 7:07
7. シークレッツ - "Secrets" (S. Winwood, P. Godwin, J. Neto) – 6:41
8. アット・タイムス・ウィ・ドゥ・フォーゲット - "At Times We Do Forget" (S. Winwood, P. Godwin, J. Neto) – 5:57
9. アザー・ショア - "Other Shore" (S. Winwood, P. Godwin, J. Neto) – 6:41

## 参加ミュージシャン
- スティーヴ・ウィンウッド - ボーカル、ハモンドオルガン、ギター、パーカッション
- ホセ・ピレス・デ・アウメイダ・ネト - ギター(on #2, #3, #6, #7, #8, #9)
- エリック・クラプトン - ギター・ソロ(on #4)
- ティム・キャンズフィールド - ギター(on #6)
- リチャード・ベイリー - ドラムス
- カール・ヴァン・デン・ボッシュ - パーカッション
- ポール・ブース - フルート、サクソフォーン、ホイッスル